# Лян (міра)
Лян (яп. 両, りょう) — китайська одиниця вимірювання ваги та довжини.

## Вага
Стандартом для лян були срібні зливки, які вимірювалися на підвісних вагах. Символ цих ваг став основою для ієрогліфа «лян».
- 1 лян = 24 чжу (12 + 12 чжу).

В часи династії Хань: 14,167 г.
В часи династії Суй: 41,762 г.
В часи династії Тан: 37,301 г.
В Республіці Китай Гоміньдану: 37,301 г.
В Китайській народній республіці: 50 г.
В Гонконзі: 37,5 г.
- 1 лян = 10 цзінь = 50 г.

## Валюта

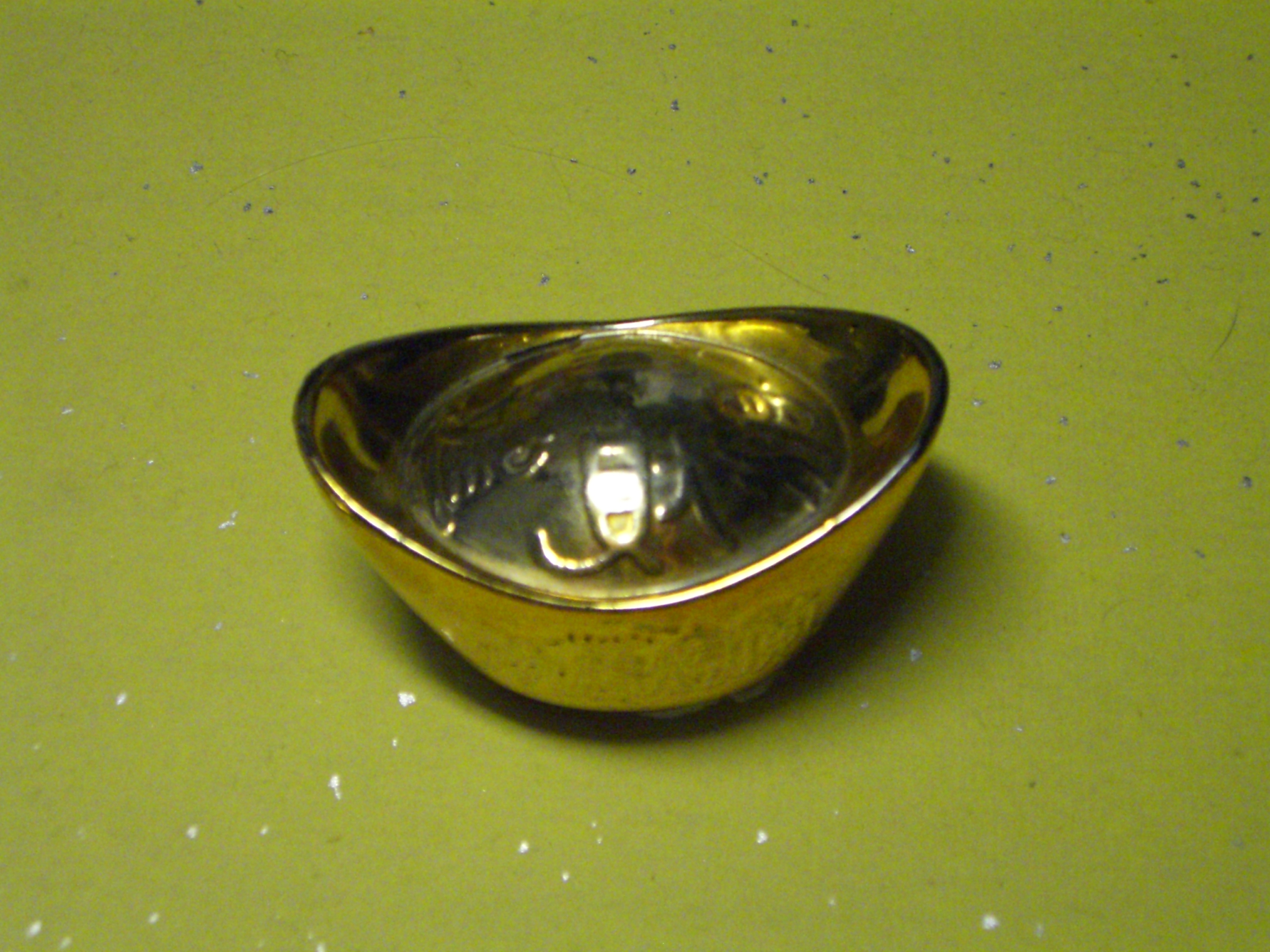
Срібний зливок ямб в 1 лян.

Використовувався для вимірювання срібної валюти.
- 1 лян = 24 чжу = 0,0625 цзінь.

В часи династії Хань: 14,167 г срібла.
В часи династії Суй: 41,762 г срібла.
В часи династії Тан: 37,301 г срібла.
В Республіці Китай Гоміньдану: 37,301 г срібла.
В Китайській народній республіці: 50 г срібла.
В Гонконзі: 37,5 г срібла.

## Довжина
Використовувалася в стародавньому Китаї для вимірювання довжини тканин.
- 1 лян = 40 чі = 12,12 м.